# Stéphanie Cortisse

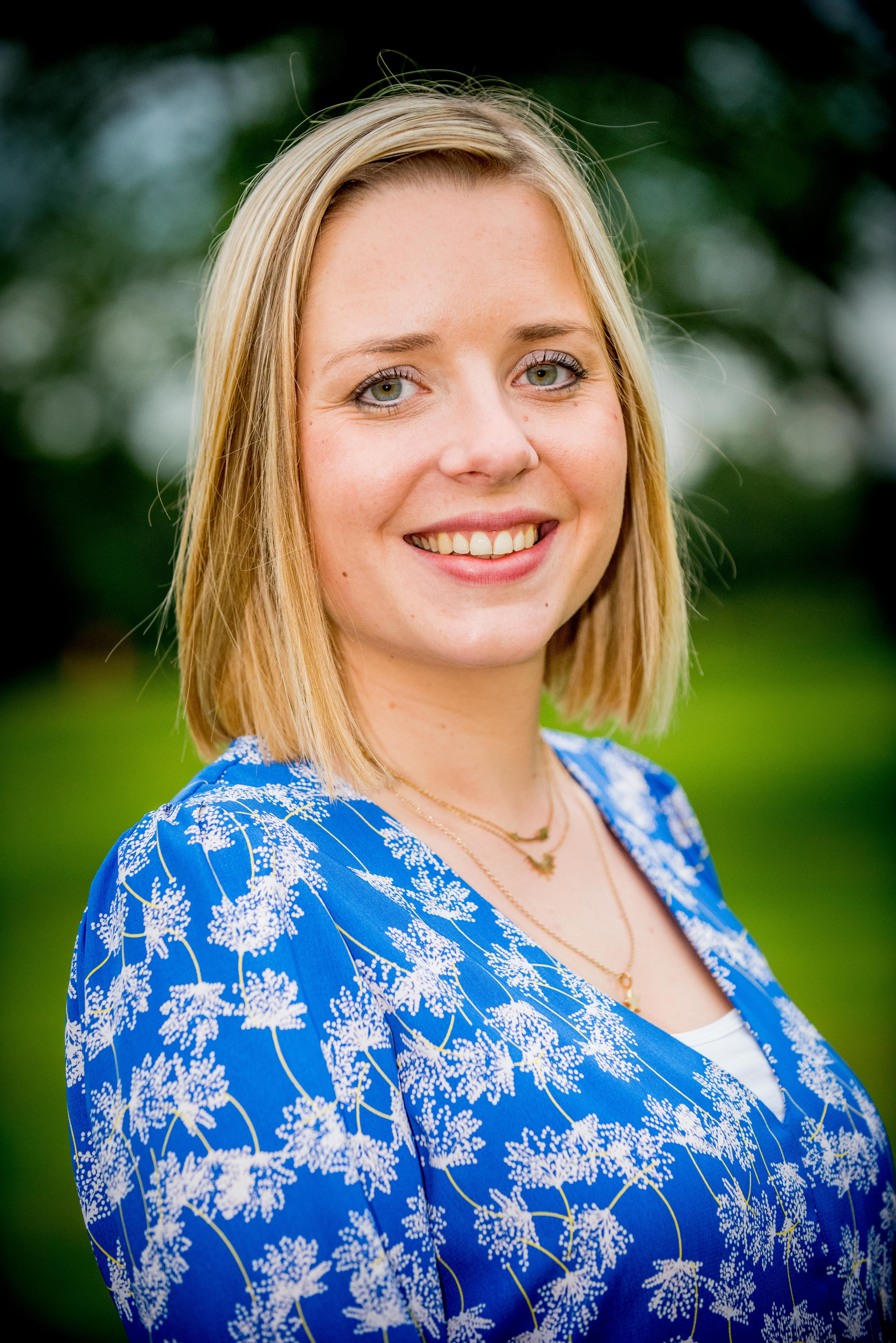
Stéphanie Cortisse.

Stéphanie Cortisse (Verviers, 5 december 1988) is een Belgisch politica voor de liberale MR.

## Levensloop
Cortisse studeerde in 2011 af als master in de rechten, optie sociaal recht aan de Universiteit Luik. Ze legde datzelfde jaar de eed af als advocate aan de Balie van Luik. In 2020 maakte ze de overstap naar de balie van Verviers.
In 2008 sloot ze zich aan bij de jongerenafdeling van de MR. Voor de partij werd ze in oktober 2018 verkozen tot gemeenteraadslid van de stad Verviers en sinds december 2018 is ze voorzitter van de gemeenteraad. Ook zetelde ze van maart tot oktober 2019 in de raad van bestuur van de Waalse Watermaatschappij.
Bij de Waalse verkiezingen van mei 2019 stond Cortisse als tweede opvolgster op de MR-lijst in het arrondissement Verviers. In september 2019 werd Cortisse lid van het Parlement van de Franse Gemeenschap in opvolging van Pierre-Yves Jeholet, minister-president van de Franse Gemeenschap. In het Waals Parlement werd Jeholet vervangen door Charles Gardier, die reeds in het Parlement van de Franse Gemeenschap zetelde ter vervanging van de Duitstalige Christine Mauel, die niet in deze assemblee mocht zetelen. In het Franse Gemeenschapsparlement werd Cortisse lid van de commissie Onderwijs.
Cortisse kreeg bij de Waalse verkiezingen van juni 2024 de eerste opvolgersplaats in Verviers toegewezen. In juli 2024 kon ze weer in het Parlement van de Franse Gemeenschap gaan zetelen om er Christine Mauel te vervangen.